# 尼克賓莫斯
尼克賓莫斯（丹麥語：Nykøbing Mors），丹麥莫斯島上最大的城鎮，也是莫斯市鎮的首府。人口9,134人（2020年）。

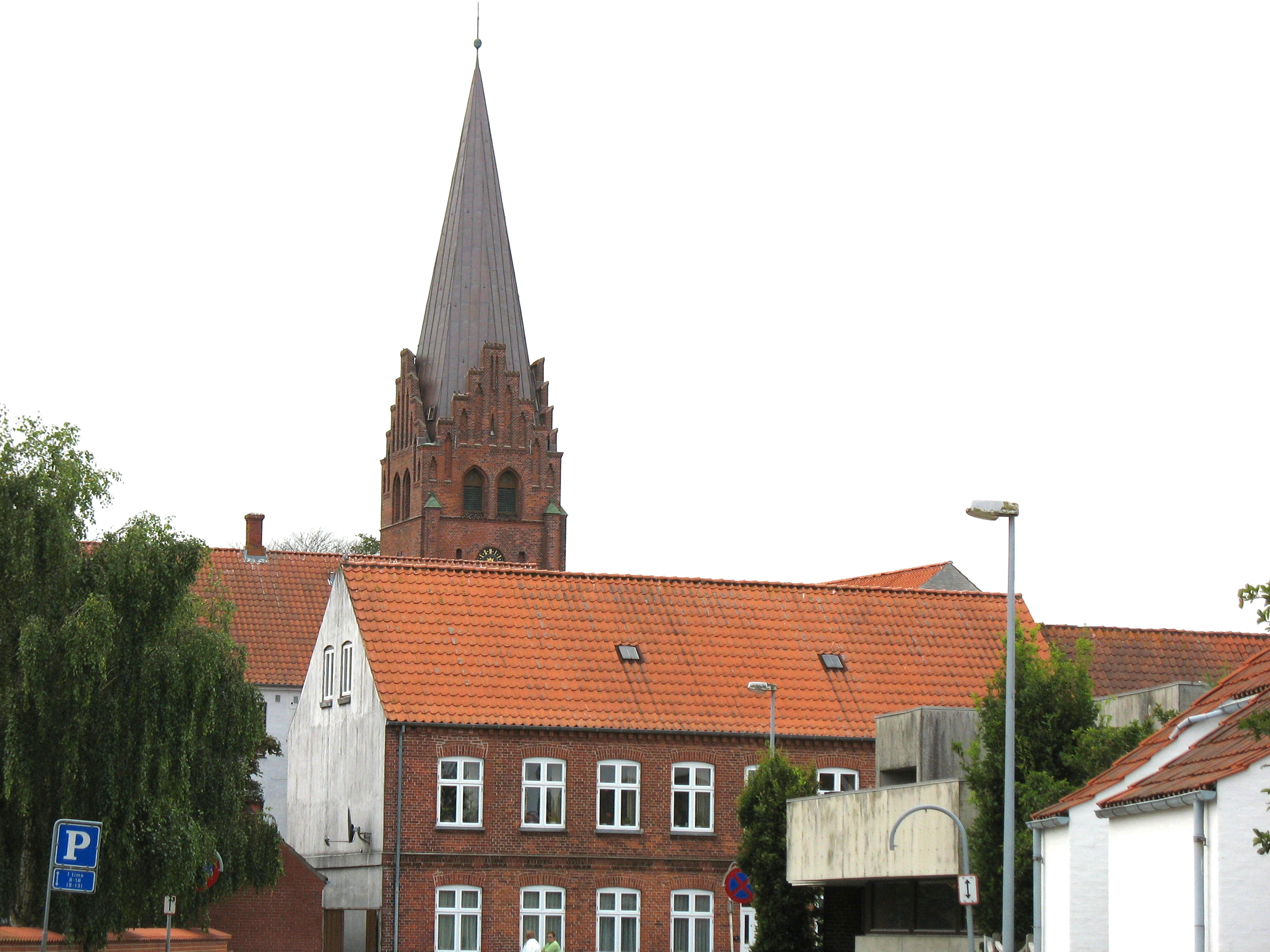
尼克賓莫斯